# Емеліє Фаст
Емеліє Фаст (швед. Emelie Fast, 20 лютого 2004) — шведська плавчиня. Учасниця Чемпіонату Європи з водних видів спорту 2021, де в попередніх запливах на дистанції 200 метрів брасом посіла 22-ге місце і не потрапила до півфіналу.